# الحسين بن محمد القباني
أبو علي الحسين بن محمد بن زياد القباني النيسابوري أحد رواة الحديث النبوي.
ذكره الحاكم فقال: «أحد أركان الحديث وحفاظ الدنيا، رحل وأكثر السماع، وصنف المسند و الأبواب و التاريخ والكنى، ودونت في الدنيا». ولد سنة بضع عشرة ومائتين. سمع من: إسحاق بن راهويه، وسهل بن عثمان، ومنصور بن أبي مزاحم، وعمرو بن زرارة، والحسين بن الضحاك، وسريج بن يونس، وأبا مصعب، وأبا معمر الهذلي، وأبا بكر بن أبي شيبة، وإبراهيم بن المنذر الحزامي، ومحمد بن عباد المكي، وعبيد الله بن عمر القواريري، وإبراهيم بن محمد الشافعي، وطبقتهم بخراسان والحرمين والعراق وتقدم في هذا الشأن. حدث عنه: محمد بن إسماعيل البخاري شيخه، وزكريا بن محمد بن بكار، وأحمد بن محمد بن عبيدة، وأبو حامد بن الشرقي، وأبو الفضل محمد بن إبراهيم الهاشمي، ويحيى بن محمد العنبري، ومحمد بن يعقوب الشيباني، وآخرون.
قال أبو عبد الله بن الأخرم: «كان أبو علي مجمع أهل الحديث عنده بعد مسلم بن الحجاج». وقال محمد بن صالح بن هانئ: «سمعت الحسين القباني يقول حدثت البخاري بحديث عن سريج بن يونس، فرأيت في كتاب بعض الطلبة قد سمعه من البخاري، عني». قال ابن الأخرم: «سمعت أبا علي القباني وسئل عن محمد بن قيس شيخ أبي معشر فقال: هو والد أبي زكير». قال الحاكم: «سمعت الحسن بن يعقوب ، سمعت القباني يقول: أبو الزعراء الكبير عبد الله بن عبد الوهاب، وأبو الزعراء الجشمي، عمرو بن عمرو، وقيل: عمرو بن عامر، عن عمه أبي الأحوص، وأبو الزعراء يحيى بن الوليد الطائي كوفي، يروي عنه ابن مهدي».

## وفاته
قال الحاكم سمعت عبد الله بن علي الحضرمي يقول: توفي جدي الحسين بن محمد سنة 289 هـ، صلى عليه أبو عبد الله البوشنجي.